# Bergören, Pedersöre
Bergören är en ö i Finland. Den ligger i sjön Larsmosjön och i kommunen Pedersöre i den ekonomiska regionen  Jakobstadsregionen  och landskapet Österbotten, i den centrala delen av landet, 400 km norr om huvudstaden Helsingfors. Öns area är 9,6 hektar och dess största längd är 0,7 kilometer i nord-sydlig riktning. I omgivningarna runt Bergören växer i huvudsak blandskog.